# Brada (Autorin)
 Brada, eigentlich Henrietta Consuela Sansom, contessa de Quigini Puliga (* 24. April 1847 in Paris; † 5. August 1938 ebenda) war eine französische Schriftstellerin mit englischen Wurzeln.

## Leben
Brada war die Tochter des Expatriate Charles Sansom, der als Privatier in Paris lebte. Ihre Schulzeit verbrachte sie nahezu ausschließlich in der Pension Beaujon. Als ihr Vater überraschend starb, war sie mehr oder weniger mittellos, da sie als uneheliches Kind von jeglichem Erbe ausgeschlossen war.
Mit 21 Jahren heiratete sie 1868 den Conte Efisio Quigini Puliga (1827–1876), der als Berater an der italienischen Botschaft in Paris arbeitete. Sie hatte mit ihm zwei Kinder. Ihre wirtschaftliche Situation änderte sich durch diese Eheschließung nicht merklich, da der Conte bei der Hochzeit bereits krank war und nach langer Krankheit 1876 starb.
Um ihren Lebensunterhalt zu sichern, begann Brada für das Feuilleton verschiedener Zeitungen und Zeitschriften zu schreiben, darunter Le Figaro, Journal des débats, Revue des Deux Mondes oder Revue de Paris. Anfangs benutzte sie gelegentlich das Pseudonym Mosca, mit wachsendem Erfolg firmierte sie dann als Bradamante, einem Namen, den sie sich von Matteo Maria Boiardo (Orlando innamorato) und Ludovico Ariosto (Orlando furioso) ausgeliehen hatte. Und diesen Nom de plume kürzte sie wenige Veröffentlichungen später zu Brada ab. In den Zeitschriften, in denen sie veröffentlicht wurde, verglich man sie manchmal mit ihrer Schriftsteller-Kollegin Gyp, was aber wohl beide Autorinnen nicht sehr schmeichelhaft fanden.
Außer einigen Reisen nach Italien in die Heimat ihres verstorbenen Ehemannes, führte sie ein ruhiges zurückgezogenes Leben. Ihr erstes Buch, eine Studie über Mme de Sévigné, veröffentlichte sie 1873 in englischer Sprache. Der Schriftsteller Henry James war davon begeistert, ebenso wie von ihrem nächsten Werk, „Notes sur l’Angleterre“ und es entstand ein reger Briefwechsel. In einem dieser Briefe wünschte sich James eine Lesung Bradas im literarischen Salon von Lucy Clifford; zu einer konkreten Einladung bzw. einer Reise kam es aber nie. 
Brada starb am 5. August 1938 in Paris. Ihre Beerdigung fand drei Tage später auf dem Friedhof Père-Lachaise (Div. 46) statt.

## Ehrungen
- 1890 Prix Montyon[3] (Académie française) für ihren Roman „Madame d’Épone“
- 1895 Prix de Jouy (Académie française) für ihr Buch „Notes sur l’Angleterre“
- 1934 Prix Xavier-Marmier[4] (Académie française) für ihr Gesamtwerk

## Werke (Auswahl)
Autobiografisches
- My father and I. A book for daughters. London 1899.
- Souvenirs d’une petite Seconde Empire, Paris 1921.

Drehbücher
- Le coup de feu. Paris 1911.
- Le geste qui accuse. Paris 1913.

Erzählungen
- Monsieur Carotte. La petite bergère. Le bal des pantins. Paris 1910.

Romane
- Leurs excellences. Paris 1878,
- Mylord et Mylady. Paris 1884.
- Compromise. Paris 1889.
- Jeunes madames. Paris 1895 (Vorwort von Anatole France)
- Joug d’amour. Paris 1895.
  - Deutsch: Im Joch der Liebe. Engelhorn, Stuttgart 1898 (übersetzt von C. Hecker).
- Les amantes. Paris 1907.
- Malgre lamour. Paris 1907.

Sachbücher
- Madame de Sévigné. Her correspondents and contemporaries. London 1873 (2 Bände)
- Notes sur l’Angleterre. Paris 1894.
- Notes sur Londres. Paris 1895.